# Ahuacatlán (Puebla)
Ahuacatlán è una municipalità dello stato di Puebla, nel Messico centrale, il cui capoluogo è la località omonima.
Conta 14.754 abitanti (2010) e ha una estensione di 90,98 km². 	 	
Il significato del nome della località in lingua nahuatl è luogo posto accanto agli avocado.